# Lacerdão
Het Estádio Luiz José de Lacerda is een multifunctioneel stadion in Caruaru, een stad in Brazilië. Het stadion heette daarvoor Estádio Pedro Victor de Albuquerque. De bijnaam is "Lacerdão".
Het stadion wordt vooral gebruikt voor voetbalwedstrijden, de voetbalclub Central SC maakt gebruik van dit stadion. In het stadion is plaats voor 19.478 toeschouwers. Het stadion werd geopend in 1980.